# Smilium scorpio
Smilium scorpio är en kräftdjursart som först beskrevs av Aurivillius 1894.  Smilium scorpio ingår i släktet Smilium och familjen Scalpellidae. Inga underarter finns listade i Catalogue of Life.